# 야오쓰정
야오쓰정(일본어: 八百津町)은 일본 기후현 가모군의 정이다.

## 지리
기후현 중남부에 위치하고 면적의 약 80%가 산림이다.

## 역사
- 1889년 7월 1일 - 정으로 승격해 사이모쿠촌이 야오쓰정이 되었다.
- 1955년 1월 31일 - 와치촌과 합병하였다.
- 1955년 2월 1일 - 니시키쓰촌과 합병하였다.
- 1955년 3월 25일 - 미노카모시의 일부를 편입하였다.
- 1956년 9월 - 구타미촌, 시오나미촌, 후쿠치촌과 합병하였다.

## 교통

### 도로
- 국도 41호선
- 국도 418호선